# جام در جام اروپا ۷۲–۱۹۷۱
فصل ۷۲–۱۹۷۱، از مسابقات فوتبال جام برندگان جام اروپا، با برتری ۳ بر ۲ رنجرز مقابل دینامو مسکو در فینال این رقابت‌ها و در ورزشگاه نیوکمپ به پایان رسید.

## دور مقدماتی
| تیم #۱     | در مجموع.                       | تیم #۲                   | دور رفت               | دور برگشت             |
| ---------- | ------------------------------- | ------------------------ | --------------------- | --------------------- |
| BK 1909    | 4–4 (قانون گل زده در خانه حریف) | باشگاه فوتبال آستریا وین | 4–2 (گزارش) (گزارش ۲) | 0–2 (گزارش) (گزارش ۲) |
| Hibernians | 3–2                             | باشگاه فوتبال فرم        | 3–0 (گزارش) (گزارش ۲) | 0–2 (گزارش) (گزارش ۲) |

## دور اول
| تیم #۱                         | در مجموع.                  | تیم #۲                            | دور رفت               | دور برگشت              |
| ------------------------------ | -------------------------- | --------------------------------- | --------------------- | ---------------------- |
| Distillery                     | 1–7                        | باشگاه فوتبال بارسلونا            | 1–3 (گزارش) (گزارش ۲) | 0–4 (گزارش) (گزارش ۲)  |
| Hibernians                     | 0–1                        | باشگاه فوتبال استوا بخارست        | 0–0 (گزارش) (گزارش ۲) | 0–1 (گزارش) (گزارش ۲)  |
| باشگاه فوتبال سروت ۱۸۹۰        | 2–3                        | باشگاه فوتبال لیورپول             | 2–1 (گزارش) (گزارش ۲) | 0–2 (گزارش) (گزارش ۲)  |
| باشگاه فوتبال ویکتوریا پلزن    | 1–7                        | باشگاه فوتبال بایرن مونیخ         | 0–1 (گزارش) (گزارش ۲) | 1–6 (گزارش) (گزارش ۲)  |
| Limerick                       | 0–5                        | باشگاه فوتبال تورینو              | 0–1 (گزارش) (گزارش ۲) | 0–4 (گزارش) (گزارش ۲)  |
| باشگاه فوتبال دینامو تیرانا    | 1–2                        | باشگاه فوتبال آستریا وین          | 1–1 (گزارش) (گزارش ۲) | 0–1 (گزارش) (گزارش ۲)  |
| باشگاه فوتبال رن               | 1–2                        | باشگاه فوتبال رنجرز               | 1–1 (گزارش) (گزارش ۲) | 0–1 (گزارش) (گزارش ۲)  |
| باشگاه فوتبال اسپورتینگ پرتغال | 7–0                        | Lyn                               | 4–0 (گزارش) (گزارش ۲) | 3–0 (گزارش) (گزارش ۲)  |
| Zagłębie Sosnowiec             | 4–5                        | Åtvidaberg                        | 3–4 (گزارش) (گزارش ۲) | 1–1 (گزارش) (گزارش ۲)  |
| Jeunesse Hautcharage           | 0–21                       | باشگاه فوتبال چلسی                | 0–8 (گزارش) (گزارش ۲) | 0–13 (گزارش) (گزارش ۲) |
| Beerschot                      | 8–0                        | باشگاه فوتبال آنورتوسیس فاماگوستا | 7–0 (گزارش) (گزارش ۲) | 1–0 (گزارش) (گزارش ۲)  |
| باشگاه فوتبال دینامو برلینر    | 2(ضربات پنالتی (فوتبال))–۲ | باشگاه فوتبال کاردیف سیتی         | 1–1 (گزارش) (گزارش ۲) | 1–1 (گزارش) (گزارش ۲)  |
| باشگاه فوتبال لفسکی صوفیه      | 1–3                        | باشگاه فوتبال اسپارتا روتردام     | 1–1 (گزارش) (گزارش ۲) | 0–2 (گزارش) (گزارش ۲)  |
| Komlói Bányász                 | 4–8                        | باشگاه فوتبال ستاره سرخ بلگراد    | 2–7 (گزارش) (گزارش ۲) | 2–1 (گزارش) (گزارش ۲)  |
| Mikkeli                        | 0–4                        | باشگاه فوتبال اسکی‌شهراسپور        | 0–0 (گزارش) (گزارش ۲) | 0–4 (گزارش) (گزارش ۲)  |
| باشگاه فوتبال المپیاکوس        | 2–3                        | باشگاه فوتبال دینامو مسکو         | 0–2 (گزارش) (گزارش ۲) | 2–1 (گزارش) (گزارش ۲)  |

## دور دوم
| تیم #۱                        | در مجموع.                         | تیم #۲                         | دور رفت               | دور برگشت             |
| ----------------------------- | --------------------------------- | ------------------------------ | --------------------- | --------------------- |
| باشگاه فوتبال بارسلونا        | 1–3                               | باشگاه فوتبال استوا بخارست     | 0–1 (گزارش) (گزارش ۲) | 1–2 (گزارش) (گزارش ۲) |
| باشگاه فوتبال لیورپول         | 1–3                               | باشگاه فوتبال بایرن مونیخ      | 0–0 (گزارش) (گزارش ۲) | 1–3 (گزارش) (گزارش ۲) |
| باشگاه فوتبال تورینو          | 1–0                               | باشگاه فوتبال آستریا وین       | 1–0 (گزارش) (گزارش ۲) | 0–0 (گزارش) (گزارش ۲) |
| باشگاه فوتبال رنجرز           | 6–6 (قانون گل زده در خانه حریف) 1 | باشگاه فوتبال اسپورتینگ پرتغال | 3–2 (گزارش) (گزارش ۲) | 3–4 (گزارش) (گزارش ۲) |
| Åtvidaberg                    | 1–1 (قانون گل زده در خانه حریف)   | باشگاه فوتبال چلسی             | 0–0 (گزارش) (گزارش ۲) | 1–1 (گزارش) (گزارش ۲) |
| Beerschot                     | 2–6                               | باشگاه فوتبال دینامو برلینر    | 1–3 (گزارش) (گزارش ۲) | 1–3 (گزارش) (گزارش ۲) |
| باشگاه فوتبال اسپارتا روتردام | 2–3                               | باشگاه فوتبال ستاره سرخ بلگراد | 1–1 (گزارش) (گزارش ۲) | 1–2 (گزارش) (گزارش ۲) |
| باشگاه فوتبال اسکی‌شهراسپور    | 0–2                               | باشگاه فوتبال دینامو مسکو      | 0–1 (گزارش) (گزارش ۲) | 0–1 (گزارش) (گزارش ۲) |

1 بازی برگشت با برتری ۳ بر ۲ اسپورتینگ مقابل رنجرز در ۹۰ دقیقه و نیز برتری ۴ بر ۳ در وقت اضافه به پایان رسید. داور مسابقه به اشتباه دستور به اجرای ضربات پنالتی (فوتبال) داد که اسپورتینگ ۳ بر ۰ پیروز شد اما بعداً یوفا حکم داد که رنجرز به دلیل قانون قانون گل زده در خانه حریف به مرحله بعد راه‌یافته است.

## یک‌چهارم نهایی
| تیم #۱                         | در مجموع.                       | تیم #۲                      | دور رفت               | دور برگشت             |
| ------------------------------ | ------------------------------- | --------------------------- | --------------------- | --------------------- |
| باشگاه فوتبال استوا بخارست     | 1–1 (قانون گل زده در خانه حریف) | باشگاه فوتبال بایرن مونیخ   | 1–1 (گزارش) (گزارش ۲) | 0–0 (گزارش) (گزارش ۲) |
| باشگاه فوتبال تورینو           | 1–2                             | باشگاه فوتبال رنجرز         | 1–1 (گزارش) (گزارش ۲) | 0–1 (گزارش) (گزارش ۲) |
| Åtvidaberg                     | 2–4                             | باشگاه فوتبال دینامو برلینر | 0–2 (گزارش) (گزارش ۲) | 2–2 (گزارش) (گزارش ۲) |
| باشگاه فوتبال ستاره سرخ بلگراد | 2–3                             | باشگاه فوتبال دینامو مسکو   | 1–2 (گزارش) (گزارش ۲) | 1–1 (گزارش) (گزارش ۲) |

## نیمه‌نهایی
| تیم #۱                      | در مجموع.                  | تیم #۲                    | دور رفت | دور برگشت |
| --------------------------- | -------------------------- | ------------------------- | ------- | --------- |
| باشگاه فوتبال بایرن مونیخ   | 1–3                        | باشگاه فوتبال رنجرز       | 1–1     | 0–2       |
| باشگاه فوتبال دینامو برلینر | 2–2(ضربات پنالتی (فوتبال)) | باشگاه فوتبال دینامو مسکو | 1–1     | 1–1       |

## فینال
| باشگاه فوتبال رنجرز           | ۳–۲           | باشگاه فوتبال دینامو مسکو      |
| ----------------------------- | ------------- | ------------------------------ |
| Stein ۲۳' · Johnston ۴۰'، ۴۹' | گزارش گزارش ۲ | Eshtrekov ۶۰' · Makhovikov ۸۷' |